# Śmierć św. Barbary (obraz Michaela Willmanna)
Śmierć św. Barbary – obraz Michaela Willmanna sprzed 1697 r. pochodzący z kościoła Najświętszej Panny Marii na Piasku we Wrocławiu, obecnie w zbiorach Muzeum Narodowego we Wrocławiu.
Scena przedstawia męczeńską śmierć św. Barbary, której dokonuje jej ojciec Dioskuros. Jest to kara za przyjęcie chrześcijaństwa. Dwie główne postaci dramatu wypełniają prawie cały obraz. Na drugim planie niewyraźnie widać jakieś sylwetki żołnierzy oraz wieżę zamku. Oprawca uniesionym mieczem zamierza się na córkę, trzymając za włosy jej odchyloną głowę. Barbara w perłowobiałej sukni i niebieskim płaszczu osuwa się na ziemię u jego stóp. Dramatyzm sceny podkreśla kontrast oszalałej twarzy Dioskurosa i spokojnego, uduchowionego oblicza świętej.
Obraz stanowi pendant do namalowanego ponad 30 lat wcześniej Męczeństwa św. Apolonii (1664). Umieszczony początkowo w ołtarzu bocznym w prezbiterium dawnego kościoła kanoników regularnych powstał na zamówienie opata klasztoru Johannesa Sieverta.